# Tixméhuac
Tixméhuac es una localidad del estado de Yucatán, México, cabecera del municipio homónimo, ubicada en la región sur de dicho estado peninsular, aproximadamente a 20 km al oriente de la ciudad de Tekax.

## Toponimia
El vocablo Tixméhuac significa en lengua maya, lugar de los Xméhuac, siendo tal término un patronímico maya. El nombre proviene de la voz maya x-nej áak, que significa "cola de la tortuga".

## Datos históricos
Se desconocen los datos exactos sobre la fundación de Tixméhuac, cabecera del municipio del mismo nombre. Se sabe que antes de la conquista de Yucatán la región donde se ubica la ciudad perteneció a la jursidicción de Tutul Xiú.
La población de Tixméhuac posiblemente existiera antes de la conquista de Yucatán aunque esto no ha sido arqueológicamente demostrado. Después de la conquista, como el conjunto de las poblaciones en el territorio peninsular, estuvo bajo el régimen de las encomiendas, entre las que se pueden mencionar la de Juan Xiu, en 1557; la de Hernando Xiu, en 1565, y la de Pablo Cen, en 1579.
Hacia 1900 dependía de Tixméhuac el pueblo de Xaya, distante unos 15 km hacia el nor-poniente, que en 1932 pasó a pertenecer al municipio de Tekax.

## Vestigios arqueológicos
En la zona donde se ubica la localidad de Tixméhuac hay diversos yacimientos arqueológicos de la cultura maya precolombina como Chucub, Kimbilá, Modzil y Nocas. Todos ellos tienen interés turístico.

## Festividades
Hay una conocida fiesta anual que se realiza en el municipio, pero particularmente en la cabecera, denominada de las Siete Cruces.